# 濱加積站
濱加積站（日语：／ Hama-Kazumi eki */?）是隸屬於富山地方鐵道的鐵路車站，座落於富山縣滑川市，車站編號為T19。本站只停靠各停普通列車，上、下午繁忙時間的特別急行列車均不會停靠本站，為無人站。

## 車站結構
設有木製單層站房1座，由開業至今一直使用，原設有站務室，無人化後售票窗口被木板所圍封至今。站房內現時只放置少量座椅，直出即為開放式閘口，通過一小段站房內的走廊後，再沿數級梯級上至候車月台。站房右邊設有簡易式流動洗手間1座。

## 月台配置
只設有側式月台1座。除由站房通道及樓梯的一小部份月台由站房的屋簷延伸為上蓋外，月台其他部份皆為露天部份，有效長度有3輛。
列車到站時，往上市方向為左側上落，往宇奈月溫泉方向為右側開門。
| 路線  | 方向 | 目的地                         | 備註 |
| ----- | ---- | ------------------------------ | ---- |
| ■本線 | 上行 | 電鐵富山方向                   |      |
| ■本線 | 下行 | 電鐵黑部、舌山、宇奈月溫泉方向 |      |

## 歷史
- 1935年12月14日：隨富山電氣鐵道線滑川站～越中中村站開通，設站開業[1]。
- 1943年1月1日：富山縣內所有鐵道會社合併於富山電氣鐵道下，改名為「富山地方鐵道」。
- 2019年3月16日：增設車站編號[2]。

## 相鄰車站
富山地方鐵道
■本線
特急「宇奈月」、「阿爾卑斯」、快速急行
通過
普通
滑川（T18）－濱加積（T19）－早月加積（T20）

## 外部連結
- 富山地方鐵道濱加積站公式網頁。 （页面存档备份，存于）（日語）